# سيليست إم. أي. وينسلو
سيليست إم. أي. وينسلو (بالإنجليزية: Celeste M. A. Winslow)‏ (22 نوفمبر 1837، تشارلمونت في الولايات المتحدة - 17 يونيو 1908)؛ كاتِبة وشاعرة أمريكية.